# 中国国鉄東風11G型ディーゼル機関車

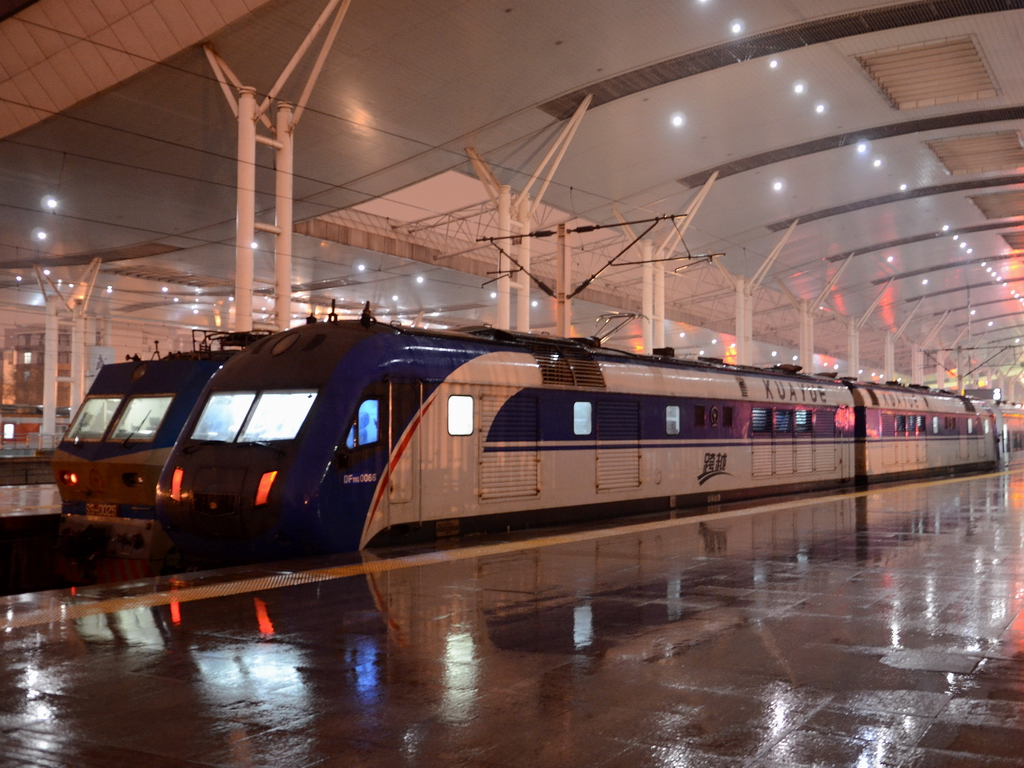
Z38次列車の牽引を担当するDF11G0066/0065機関車（武昌駅）

中国国鉄における重連準高速ディーゼル機関車ディーゼル機関車東風11G （DF 11G）。中国国鉄の第五回鉄道大提速（スピードアップ）の需要にこたえるため、中国中車戚墅堰機車場が特別に開発した機関車である。DF11型、DF11Z型を参考した機関車の技術を参考し、単運転士担当、長距離運行、客車への電力提供などの機能を持ち、また、中国初の100％マイクロコンピューター制御技術を採用したディーゼル機関車である。 

## 履歴

### 背景
中国の鉄道の第1から第4の高速化の中、 戚墅堰機車場 開発のDF11ディーゼル機関車が徐々に高速化の主力モデルとなった。一方、第五回大提速が望む「Z」型直達特急列車のためには、より高性能な機関車が必要になる。直通急行列車には、長距離、ノンストップ、シングルドライバーなどの特性を備えなければならない。「長距離」とは、機関車の運営距離が初めて1000キロメートルを超えることを意味する。たとえば、機関車を交換せずに北京から杭州までの1600キロメートルを走り続けること。「ノンストップ」は、途中は停車せずに目的地に向かうことを指す。「シングルドライバ」とは、機関士一人のみでの運行とのことである 。 

### 開発
2003年5月、 中華人民共和国鉄道部が戚墅堰機車場に、東風11機関車をベースにした、第五回大提速に対応できる高速機関車の開発を要求した。「三つの一」、つまり1600 kmを超える距離を最高速度160 km / hで運転し、1人のドライバーが制御し、1回で成功すること。さらに、その機関車は客車に電力を供給する機能を備えなければならない。開発の期限は5カ月に制限されており、2003年7月15日、鉄道部から機関車の技術設計がテストされ、同年8月末に機関車の組み立て設計が完了し、試作が開始された 。 2003年11月15日、最初の機関車（ 0001、0002 ）が出荷され、型番はDF11Gとされ、「G」は機関車電気供給タイプを表す 。 時の劉志軍鉄道部元部長が、中国の鉄道の「飛躍的な」（跨越）発展を提案しているため、すべての東風11G機関車には機関車のボディに「跨越」のロゴが付いていた。 

### 試験走行
その後、2台の試作機関車が、北京の中国鉄道アカデミー中国国家鉄道試験中心に直行し、列車の重量、ブレーキ、動的性能、始動加速、電源性能、牽引など、一連の安全性評価試験が実施された。 2003年12月、DF11G機関車は高速化列車として本線走行試験を完成した。この機関車は19台の客車（ BSP製25T型客車18両、計測車1両）を牽引し、北京から上海、杭州、西安 、南昌までの本線走行試験を抜け、途中では最高テスト速度177.4 km / hに達し、全過程で乗用車へ電力を供給していた 。なかでも最長の北京-上海-杭州高速化試験が2003年12月18日に実施され、劉元部長らが自ら乗車して、劉元部長は全過程の進行役を果たした。午前6時55分、列車は北京駅を出発し、最大テスト速度169.2km/h、平均走行速度138 km/hで11時間50分間止まらずに運行を続け、午後6時45分に杭州駅に到着した。
- 中国鉄道の大提速
- DF11型ディーゼル機関車
- DF11Z型ディーゼル機関車
- SS7E型電気機関車
- SS9型電気機関車
- 中国鉄道25T型客車

## 参照資料
1. 1 2 3  赵建飞 (2005年7月). “DF11G型内燃机车的研制”. 《内燃机车》 (大连: 中国北车集团大连机车研究所有限公司) 377 (7):  1-8. ISSN 1003-1820.
2. ↑  赵建飞 (2006年3月). “DF11G型内燃机车供电系统”. 《内燃机车》 (大连: 中国北车集团大连机车研究所有限公司) 385 (3):  20-24. ISSN 1003-1820.